# Geelvinbarbeel
De geelvinbarbeel (Mulloidichthys vanicolensis) is een straalvinnige vissensoort uit de familie van zeebarbelen (Mullidae). De wetenschappelijke naam van de soort is voor het eerst geldig gepubliceerd in 1831 door Valenciennes.